# Hermann Rupf
Hermann Rupf (* 20. Dezember 1880 in Bern; † 27. November 1962 ebenda) galt als einer der wichtigsten Schweizer Kunstsammler der klassischen Moderne. Die Sammlung wird vom Kunstmuseum Bern betreut. 1954 gründete er mit seiner Frau Margrit Rupf-Wirz die Hermann und Margrit Rupf-Stiftung.

## Leben
Rupf war Besitzer der Firma Hossmann & Rupf, die sich auf Posamente, Handschuhe und Knöpfe spezialisierte und ihren Sitz in Bern am Waisenhausplatz 1 hatte. Während einer Ausbildung bei der Commerz- und Diskonto-Bank in Frankfurt am Main lernte er Daniel-Henry Kahnweiler kennen, den Sohn einer wohlhabenden jüdischen Bankiersfamilie aus Mannheim. Kahnweiler eröffnete 1907 in Paris eine Galerie für moderne Kunst. Rupf und seine Frau Margit Rupf-Wirz gehörten zu den ersten Kunden und erwarben mit Arbeiten von Georges Braque und Pablo Picasso auch ihre ersten Bilder. Mit Kahnweiler verband sie eine lebenslange Freundschaft. Picasso konnte mit ihrer finanziellen Hilfe ein neues Atelier beziehen.
Seit 1913 knüpfte das Ehepaar Rupf Kontakte zu Paul Klee und unterstützte den Künstler durch den Kauf seiner Gemälde. 1914 erwarben sie eine Werkgruppe mit drei Zeichnungen. Neben seiner kaufmännischen Tätigkeit war Hermann Rupf über 20 Jahre lang der Kunstkritiker der sozialdemokratischen Berner Tageszeitung Berner Tagwacht. Während des Ersten Weltkriegs 1914 bis 1920 liess sich Kahnweiler, auf Rupfs Anraten, in Bern nieder. Rupf unterstützte Kahnweiler auch bei der Wiedereröffnung seiner Galerie in Paris, die den Namen Galerie Simon trug, und blieb weiterhin deren Kunde.
1925 beauftragte Rupf den Schweizer Künstler Louis Moilliet, für das Badezimmer seines Hauses in der Brückfeldstrasse 27 in Bern ein Glasfenster zu schaffen. 1945 gehörte Rupf einer Kommission an, der Lily Klee, die Witwe von Paul Klee, in ehrenamtlicher Funktion die alleinige Verwaltung und Überwachung des gesamten künstlerischen Nachlasses meines Mannes, sowohl in künstlerischer wie in finanzieller Hinsicht übertrug. Mit dem Verleger Hans Meyer-Benteli, Rolf Bürgi und dem Architekten Werner Allenbach gründete er die Klee-Gesellschaft, in deren Besitz der Klee-Nachlass überführt wurde. Ein Jahr später gründeten sie die Paul-Klee-Stiftung und deponierten die Sammlung im Berner Kunstmuseum.

## Hermann und Margrit Rupf-Stiftung

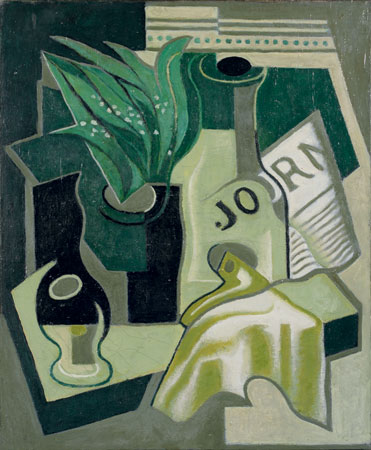
Juan Gris: Le vase de muguets, 1920. Öl auf Leinwand, 61,0 × 50,0 cm aus der Sammlung Hermann Rupf.

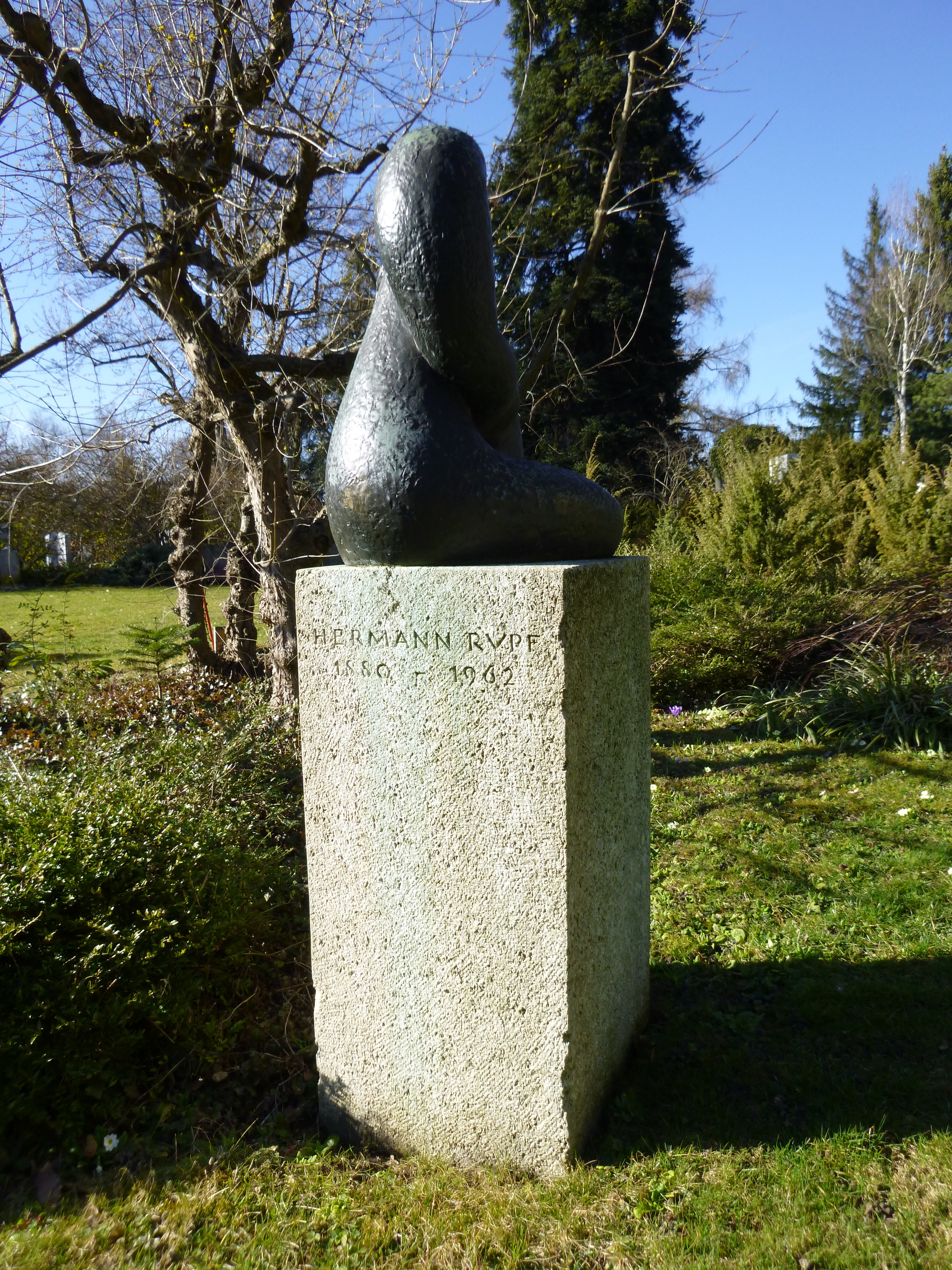
Grab von Hermann Rupf auf dem Bremgartenfriedhof in Bern

Das kinderlose Ehepaar gründete am 16. Dezember 1954 die Hermann und Margrit Rupf-Stiftung, in die ein grosser Teil der Sammlung überführt wurde. Zweck der Stiftung war es, die Sammlung, die im Berner Kunstmuseum untergebracht wurde, auszubauen und mit Publikationen zu erschliessen. Inzwischen besteht die ursprünglich aus 300 Werken bestehende Sammlung, durch die weiteren Zukäufe der Stiftung, aus über 900 Werken. Sie umfasst Gemälde und Skulpturen unter andern von den Fauvisten André Derain, Othon Friesz, den Kubisten Georges Braque, Pablo Picasso, Juan Gris und Fernand Léger sowie Werke von Paul Klee, André Masson und Wassily Kandinsky. Zu ihrem fünfzigjährigen Jubiläum 2007 waren die 120 bedeutendsten Werke aus der Sammlung der Hermann und Margit Rupf-Stiftung auf einer Wanderausstellung im Kunstmuseum Bern und anschliessend im Musée de Grenoble und im Museum der Schönen Künste Budapest zu sehen.
Nach 1954 wurde Rupf erster Präsident der Stiftung. Werke der Schweizer Künstler Bernhard Luginbühl, Meret Oppenheim, Markus Raetz, Dieter Roth und Otto Tschumi sowie der konkreten Künstler Richard Paul Lohse und Max Bill wurden in der Folge von der Stiftung für die Sammlung erworben. An zeitgenössischen, ausländischen Künstlern fanden Werke von Ad Reinhardt, Donald Judd, Joseph Beuys, Brice Marden, Joseph Kosuth, Lucio Fontana und James Turrell Eingang in die Sammlung.
Dem Stiftungsrat gehörten im Jahr 2006 als Präsident Philippe Lévy (Bern) und als Mitglieder Matthias Frehner (Direktor des Kunstmuseums Bern), Kotscha Reist (Bern), Konrad Tobler (Bern), Maurice und Renée Ziegler (Zürich) und Regina Kiener (Institut für öffentliches Recht, Bern) an.
Rupf war vielfältig sozial engagiert. Er gehörte der Sozialdemokratischen Partei an und gründete unter anderem den Bildungsausschuss der Arbeiterunion in Bern. Daniel-Henry Kahnweiler widmete sein 1920 bei Delphin erschienenes Buch Wege zum Kubismus auf dem Vorsatzblatt Meinem Freunde Hermann Rupf. Rupf wurde 1957 zum Ehrendoktor der Philosophisch-historischen Fakultät der Universität Bern ernannt. Nach seinem Tod ging seine Bibliothek in den Besitz der Fakultät über. Margrit Rupf-Wirz verstarb 1961, Hermann Rupf ein Jahr später.